# One Day (film)
One Day è un film del 2011 diretto da Lone Scherfig e interpretato da Anne Hathaway e Jim Sturgess, tratto dal romanzo Un giorno di David Nicholls.

## Trama
Edimburgo, 15 luglio 1988. Alla fine della sessione di laurea, Emma Morley e Dexter Mayhew si conoscono e trascorrono assieme tutta la notte, sono attratti l'uno dall'altra ma si limitano solo a dormire insieme. Il mattino seguente le loro strade si dividono. Lei, lavoratrice ambiziosa, sogna di rendere il mondo un posto migliore; lui, ricco ed affascinante, è interessato unicamente al divertimento. Nonostante ciò, per molti anni successivi, le loro vite sono destinate a incrociarsi ogni 15 luglio.
Un anno dopo, Emma si è appena trasferita a Londra, con il sogno di diventare scrittrice; Dexter, che l'aiuta nel trasloco, è prossimo a partire per l'India.
Per la giovane, la vita è piuttosto avara di soddisfazioni, così, dopo un anno, Emma entra a lavorare come cameriera in un ristorante messicano; al ristorante, viene assunto anche Ian, un giovane comico in erba, che però pare poco tagliato per il mondo dello spettacolo. Dexter, che ha viaggiato per il mondo e vanta numerose amanti, va a trovare la madre e in un breve dialogo con lei, si scopre che Emma gli ha scritto molte lettere in quegli anni; la donna ammira Emma e tenta di "spingere" il figlio a riallacciare i rapporti con lei.
Dopo un anno di lavoro, ad Emma viene proposto di insediarsi alla direzione del ristorante; Dexter, che è andato a trovarla lì il 15 luglio, la incita, però, a inseguire i suoi sogni e la coinvolge in una breve gita in Francia, approfittando delle vacanze estive. Emma, per far sì che la gita non si trasformi in una relazione "vacanziera" che mandi all'aria la loro amicizia, fissa una serie di regole da rispettare durante il viaggio. Dexter, pur di malavoglia, le accetta, tuttavia, durante la vacanza, i due finiscono per infrangerle tutte, pur senza finire a letto assieme.
Gli anni passano ed Emma si abilita all'insegnamento, mentre Dexter, che ha fatto carriera in televisione, conduce programmi di "tv spazzatura", nelle quali è portato ad adeguarsi ai modelli di persone con i quali interagisce quotidianamente. Emma ha intrapreso una relazione con Ian, che sta ancora inseguendo, con scarso successo, le sue ambizioni da comico.
Nel frattempo, la madre di Dexter, gravemente debilitata a causa di un cancro, prima di morire, rivela al figlio di non apprezzare il lavoro che fa e lo stile di vita che sta conducendo, arrivando a mettere in dubbio il fatto che sia una brava persona; anche il rapporto tra Dexter e il padre si fa spinoso, cosicché il ragazzo, già avviato verso una strada di perdizione, cade nel baratro dell'alcolismo e della droga, chiamando ogni tanto Emma per sentirsi meno solo.
È il 1996: Emma ed Ian si trasferiscono in un attico di periferia, ma non sembrano esser granché felici. In particolare, lei è per nulla innamorata, mentre lui, svogliato e disoccupato, si limita ad organizzare spettacoli di beneficenza. Emma e Dexter s'incontrano per una cena tra vecchi amici, ma la distanza tra le loro due vite è incolmabile: così, Emma, delusa dal "nuovo" Dexter, gli rivela ancora una volta il suo amore, invitandolo, però, a sparire per sempre e non farsi più vedere.
Per Dexter, si preannunciano tempi duri: è il 1998, quando, a 32 anni, si ritrova senza un lavoro, dopo un ultimo fallimentare programma a tema "videogiochi". Ian, invece, scopre nel taccuino di Emma una serie di scritti, tra cui delle poesie dedicate a Dexter; tra i due, scatta l'inevitabile litigio e Ian - ormai perennemente al palo, e con le sue ambizioni da comico mai realmente concretizzatesi - decide di farsi da parte. Prima di lasciare la scena, però, invita Emma a pubblicare alcuni dei suoi scritti (dei racconti che egli stesso definisce molto divertenti).
All'alba degli anni 2000, Dexter si è fidanzato con Sylvie, una ragazza ricca, benché totalmente priva di senso dell'umorismo; il ragazzo fatica anche nei rapporti con la famiglia di lei. Rivede Emma al matrimonio di una compagna di studi: Emma è diventata la più classica "single d'oro", mentre Dexter appare piuttosto fiaccato dalle recenti delusioni di lavoro. Appartatisi a bere spumante assieme, i due si scambiano effusioni, ma Dexter annuncia all'amica di esser prossimo al "matrimonio riparatore" con Sylvie; Emma dissimula la delusione e dà a vedere di esserne felice.
Nel 2001, Dexter pare aver messo la testa a posto: ha avuto una figlia, Jasmine, ed ha trovato anche un posto alle dipendenze di un suo vecchio compagno di università, che ha una catena di ristoranti "bio". Sylvie, però, lo tradisce proprio con il suo capo (e amico di vecchia data).
Buco temporale di un anno. Nel 2003, i due si rivedono a Parigi: Emma, che ha pubblicato il suo primo libro, ha lasciato l'insegnamento a seguito dell'enorme successo letterario e Dexter va a trovarla. Si scopre che il ragazzo ha divorziato con Sylvie e, nel buco temporale, è stato a letto con Emma; quest'ultima, che raccoglie, intanto, il successo dei suoi racconti, ha ormai cambiato vita ed è fidanzata con Jean-Pierre, un pianista jazz francese. Dexter, andato a Parigi, probabilmente, con l'intenzione di dichiararsi, fa per tornarsene; ma proprio quando le loro vite sembrano destinate a dividersi nuovamente, Emma non resiste e i due tornano assieme, stavolta definitivamente.
Il racconto riparte dal 15 luglio 2004: Dexter, che sposerà Emma di qui a un mese, ha aperto un caffè a Londra. La piccola Jasmine, che ora abita con Sylvie ed il suo nuovo compagno (l'ex-capo di Dexter), va a trovare di tanto in tanto il padre ed Emma, la quale continua il suo lavoro di scrittrice. La coppia vive serenamente due anni di matrimonio, ma la felicità della vita coniugale è compromessa dal fatto di non riuscire ad avere figli.
Londra, 15 luglio 2006. Emma pedala in bicicletta per la città, leggermente distratta perché ha discusso con Dexter sulla questione che li occupa ogni notte da anni: non vede l'ora di tornare a casa per riprovare ad avere un bambino. Quando svolta un angolo, un camion la travolge e perde la vita.
Il 15 luglio 2007, Dexter è nel pieno di una violenta depressione: passa le serate ad ubriacarsi pesantemente, scatena risse in discoteca e l'ex-moglie lo ritrova sul pianerottolo di casa, svenuto e sanguinante. La morte di Emma lo ha cambiato per sempre, ma sarà anche l'occasione per migliorare il rapporto con il padre (che dieci anni prima aveva perso la moglie, alla fine di una lunga degenza).
Il 15 luglio 2011, Dexter visita Arthur's Seat in Scozia con la figlia Jasmine. Il film torna al 1988: dopo la loro notte insieme, Dexter ed Emma salgono sulla cima dell'Arthur's Seat e Dexter le chiede di "finire ciò che hanno iniziato" la notte precedente, ovvero fare l'amore nell'appartamento, approfittando dell'assenza dei suoi genitori. Quando arrivano in città, però, incontrano i genitori di Dexter per strada. Emma se ne va e Dexter prima dice ai suoi genitori che è solo un'amica, ma poi la insegue per chiederle il numero. Si baciano appassionatamente e promettono di rivedersi.

## Produzione

### Riprese
Il film è stato girato in Francia, Scozia ed Inghilterra. Alcune scene del film sono state girate nel nord della Bretagna, e precisamente a Dinan e Dinard.

## Distribuzione
È stato presentato in anteprima a New York l'8 agosto 2011 e poi distribuito il 19 agosto. In Italia è uscito nelle sale cinematografiche l'11 novembre.

## Colonna sonora
1. Sparkling Day - Elvis Costello
2. Talkin' 'bout a Revolution - Tracy Chapman
3. Good Life - OneRepublic
4. Roll to Me - Del Amitri
5. Aftermath - Tricky
6. Reverend Black Grape - Black Grape
7. Born of Frustration - James
8. Rocks - Primal Scream
9. Praise You - Fatboy Slim
10. The Rhythm of the Night - Corona
11. Angels - Robbie Williams
12. Life Is a Rollercoaster - Ronan Keating
13. Sowing the Seeds of Love - Tears for Fears
14. Joy - François Feldman
15. Tear Off Your Own Head (It's a Doll Revolution) - Elvis Costello
16. One Day Main Titles - Rachel Portman
17. Wedding Chorus - Rachel Portman
18. July 15th - Rachel Portman
19. We Had Today - Rachel Portman